# Rossow
Rossow er en by og kommune i det nordøstlige Tyskland, beliggende i Amt Löcknitz-Penkun i den sydøstlige del af Landkreis Vorpommern-Greifswald. Landkreis Vorpommern-Greifswald ligger i delstaten Mecklenburg-Vorpommern.

## Geografi
Kommunen er beliggende ved vestsiden af Randowdalen mellem Pasewalk og Löcknitz. Den polske grænse mod øst, ligger 16 kilometer væk. Nord for Rossow begynder det udstrakte flade landskab Ueckermünder Heide, og mod syd ligger morænebakkerne langs Randowdalen.

## Eksterne kilder og henvisninger
- Wikimedia Commons har flere filer relateret til Rossow
- Byens side på amtets websted
- Befolkningsstatistik (Webside ikke længere tilgængelig)